# Ендрю Макміллан (плавець)
Ендрю Макміллан (англ. Andrew McMillan, 2 квітня 1985) — новозеландський плавець.
Учасник Олімпійських Ігор 2012 року.